# Calyptrocalyx albertisianus
Calyptrocalyx albertisianus är en enhjärtbladig växtart som beskrevs av Odoardo Beccari. Calyptrocalyx albertisianus ingår i släktet Calyptrocalyx och familjen Arecaceae. Inga underarter finns listade i Catalogue of Life.